# Billboardlistans förstaplaceringar 1974
Billboardlistans förstaplaceringar 1974

## Lista
| Datum        | Låt                                   | Artist                           |
| 5 januari    | "Time in a Bottle"                    | Jim Croce                        |
| 12 januari   | "The Joker"                           | Steve Miller Band                |
| 19 januari   | "Show and Tell"                       | Al Wilson                        |
| 26 januari   | "You're Sixteen"                      | Ringo Starr                      |
| 2 februari   | "The Way We Were"                     | Barbra Streisand                 |
| 9 februari   | "Love's Theme"                        | Love Unlimited Orchestra         |
| 16 februari  | "The Way We Were"                     | Barbra Streisand                 |
| 23 februari  | "The Way We Were"                     | Barbra Streisand                 |
| 2 mars       | "Seasons in the Sun"                  | Terry Jacks                      |
| 9 mars       | "Seasons in the Sun"                  | Terry Jacks                      |
| 16 mars      | "Seasons in the Sun"                  | Terry Jacks                      |
| 23 mars      | "Dark Lady"                           | Cher                             |
| 30 mars      | "Sunshine on My Shoulders"            | John Denver                      |
| 6 april      | "Hooked on a Feeling"                 | Blue Swede                       |
| 13 april     | "Bennie and the Jets"                 | Elton John                       |
| 20 april     | "TSOP (The Sound of Philadelphia)"    | MFSB featuring The Three Degrees |
| 27 april     | "TSOP (The Sound of Philadelphia)"    | MFSB featuring The Three Degrees |
| 4 maj        | "The Loco-Motion"                     | Grand Funk                       |
| 11 maj       | "The Loco-Motion"                     | Grand Funk                       |
| 18 maj       | "The Streak"                          | Ray Stevens                      |
| 25 maj       | "The Streak"                          | Ray Stevens                      |
| 1 juni       | "The Streak"                          | Ray Stevens                      |
| 8 juni       | "Band on the Run"                     | Paul McCartney and Wings         |
| 15 juni      | "Billy Don't Be a Hero"               | Bo Donaldson and The Heywoods    |
| 22 juni      | "Billy Don't Be a Hero"               | Bo Donaldson and The Heywoods    |
| 29 juni      | "Sundown"                             | Gordon Lightfoot                 |
| 6 juli       | "Rock the Boat"                       | Hues Corporation                 |
| 13 juli      | "Rock Your Baby"                      | George McCrae                    |
| 20 juli      | "Rock Your Baby"                      | George McCrae                    |
| 27 juli      | "Annie's Song"                        | John Denver                      |
| 3 augusti    | "Annie's Song"                        | John Denver                      |
| 10 augusti   | "Feel Like Makin' Love"               | Roberta Flack                    |
| 17 augusti   | "The Night Chicago Died"              | Paper Lace                       |
| 24 augusti   | "(You're) Having My Baby"             | Paul Anka och Odia Coates        |
| 31 augusti   | "(You're) Having My Baby"             | Paul Anka och Odia Coates        |
| 7 september  | "(You're) Having My Baby"             | Paul Anka och Odia Coates        |
| 14 september | "I Shot the Sheriff"                  | Eric Clapton                     |
| 21 september | "Can't Get Enough of Your Love, Babe" | Barry White                      |
| 28 september | "Rock Me Gently"                      | Andy Kim                         |
| 5 oktober    | "I Honestly Love You"                 | Olivia Newton-John               |
| 12 oktober   | "I Honestly Love You"                 | Olivia Newton-John               |
| 19 oktober   | "Nothing From Nothing"                | Billy Preston                    |
| 26 oktober   | "Then Came You"                       | Dionne Warwick och Spinners      |
| 2 november   | "You Haven't Done Nothin'"            | Stevie Wonder                    |
| 9 november   | "You Ain't Seen Nothing Yet"          | Bachman-Turner Overdrive         |
| 16 november  | "Whatever Gets You thru the Night"    | John Lennon                      |
| 23 november  | "I Can Help"                          | Billy Swan                       |
| 30 november  | "I Can Help"                          | Billy Swan                       |
| 7 december   | "Kung Fu Fighting"                    | Carl Douglas                     |
| 14 december  | "Kung Fu Fighting"                    | Carl Douglas                     |
| 21 december  | "Cat's in the Cradle"                 | Harry Chapin                     |
| 28 december  | "Angie Baby"                          | Helen Reddy                      |